# Кулаево (Башкортостан)
Кулаево (баш. Ҡолай) — деревня в Бураевском районе Республики Башкортостан Российской Федерации. Входит в состав Каинлыковского сельсовета.

## География

### Географическое положение
Расстояние до:
- районного центра (Бураево): 15 км,
- центра сельсовета (Каинлыково): 4 км,
- ближайшей ж/д станции (Янаул): 83 км.

## История
По материалам Первой ревизии, в 1722 году в деревне были учтены 65 душ мужского пола служилых мещеряков.
Упоминается в «Списке населённых мест Российской империи по сведениям 1859—1873 годов» как деревня
Кулаева при рч. Кумушле. «Список населённых мест Уфимской губернии 1905 года» описывает следующим образом деревню Кулаева Калмыковской волости Бирского уезда: «д. на прос. дор., при реч. Кумышле, 2 мечети, 2 бак. лав., х.-з. маг.»

## Население
| 2002 | 2009 | 2010 |
| ---- | ---- | ---- |
| 429  | ↘423 | ↘374 |

Согласно переписи 2002 года, преобладающая национальность — башкиры (100 %).

## Инфраструктура
Личное подсобное хозяйство с зоной сельскохозяйственного использования, индивидуальная застройка усадебного типа.
Основа экономики — сельское хозяйство. Кулаевский ФАП.

## Транспорт
Деревня доступна автотранспортом.  